# Jan Rachubka
Jan Rachubka (ur. 9 grudnia 1931, zm. 13 sierpnia 2017) – polski działacz samorządowy, prawnik i ekonomista, w latach 1975–1978 prezydent Łomży.

## Życiorys
Ukończył Dywizyjną Szkołę Artylerii w Chełmie (1953) oraz kurs w Wyższej Szkole Wojsk Oficerskich Artylerii w Toruniu (1956), był m.in. dowódcą w plutonie topozwiadu (1954). Absolwent Wydziału Prawa i Administracji Uniwersytetu Warszawskiego, uzyskał uprawnienia radcy prawnego. Pracował jako inspektor w Spółdzielni Pracy „Spedytor Mazurski” w Olsztynie i łomżyńskim oddziale Narodowego Banku Polskiego, a także główny ekonomista w Zakładach Przemysłu Ziemniaczanego „Łomża” w Łomży i dyrektor Łomżyńskich Zakładów Przemysłu Terenowego. Pomiędzy 1969 a 2001 praktykował jako radca prawny w różnych spółkach komunalnych i prywatnych. Zasiadał także w organach Okręgowej Izby Radców Prawnych w Białymstoku. W 1975 był prezesem klubu piłkarskiego ŁKS 1926 Łomża. Działał także przez wiele lat w Łomżyńskim Towarzystwie Naukowym im. Wagów m.in. jako przewodniczący komisji rewizyjnej oraz w samorządzie Polskiego Związku Łowieckiego i sądach łowieckich. Od 21 lipca 1975 do 1978 pełnił funkcję pierwszego po wojnie prezydenta Łomży. Później zajmował stanowisko dyrektora wydziału w Urzędzie Wojewódzkim w Łomży.
Żonaty z Haliną z Rejmuntowiczów. 16 sierpnia 2017 pochowany na starym cmentarzu przy ul Kopernika w Łomży.

## Odznaczenia
Odznaczony około 50 różnymi wyróżnieniami, m.in. Srebrnym Medalem Zasługi Łowieckiej (1998) oraz Krzyżem Oficerskim Orderu Odrodzenia Polski (2003) za wybitne zasługi w działalności w samorządzie radców prawnych.